# Carola Ensslen

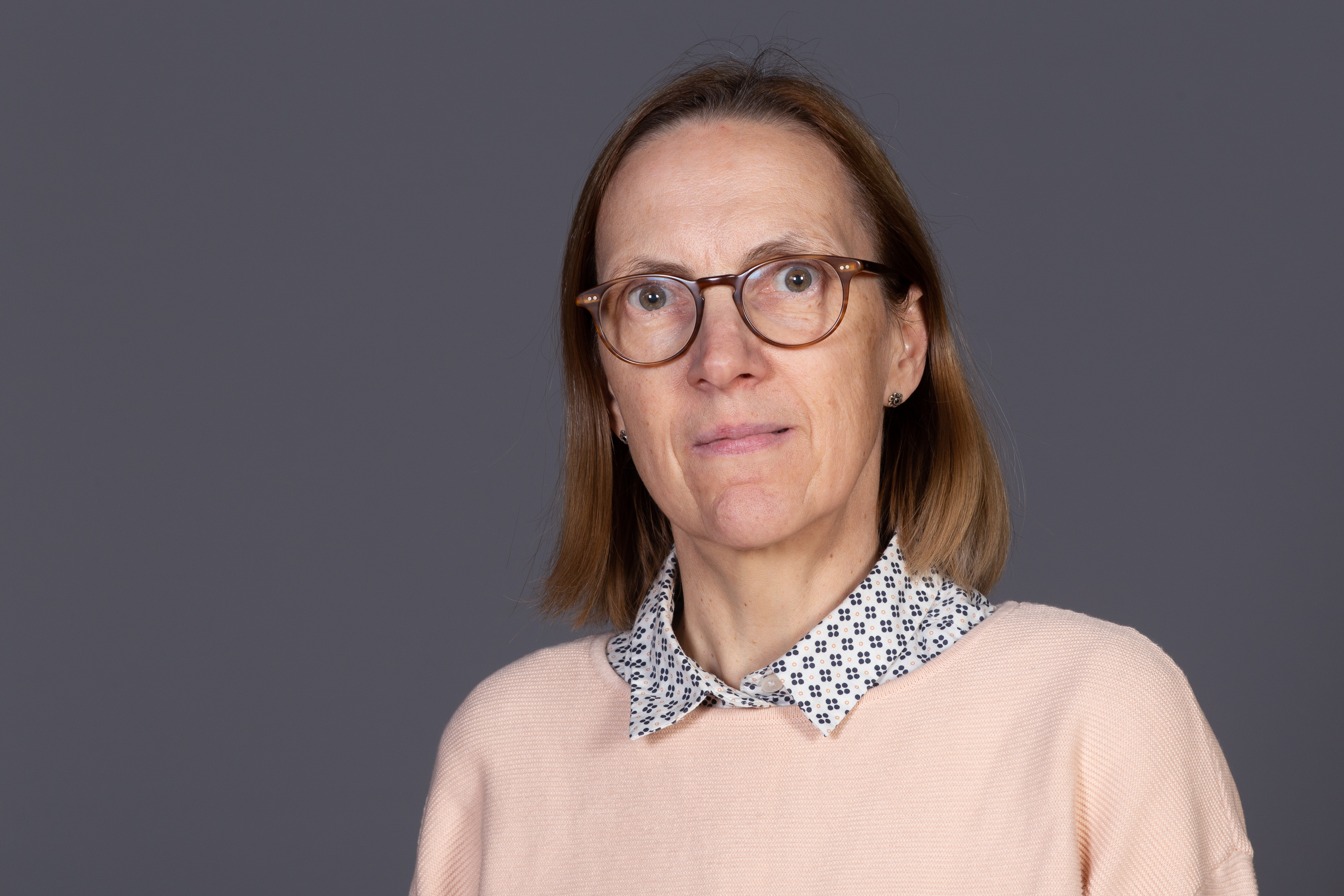
Carola Ensslen 2018

Carola Ensslen (* 30. September 1961 in Mühlheim am Main) ist eine ehemalige SPD-Politikerin, die seit 2014 der Partei Die Linke angehört. Seit November 2017 ist sie, zunächst als Nachrückerin, Mitglied der Hamburgischen Bürgerschaft.

## Leben
Carola Ensslen wuchs in Mühlheim am Main auf. Nach dem Abitur 1979 absolvierte sie ein Studium der Rechtswissenschaften in Frankfurt am Main mit Promotion 1995 zum Thema Datenschutz im familien- und vormundschaftsgerichtlichen Verfahren. Nach Hamburg kam sie 2002. Sie ist als Rechtsanwältin tätig.

## Politik
Ensslen war 13 Jahre Mitglied der SPD. Sie war SPD-Vorsitzende des Hamburger Distrikts Eimsbüttel-Nord und hatte für ihre Partei ein Mandat in der Bezirksversammlung von Hamburg-Eimsbüttel inne. Auch war sie stellvertretende Chefredakteurin des SPD-Heftes Hamburger Diskurs.
Beim Hamburger Volksentscheid zur Rekommunalisierung der Hamburger Energienetze war sie 2013 eine der wenigen Hamburger SPD-Parteimitglieder, die sich offen argumentativ und letztendlich erfolgreich gegen die Linie der Sozialdemokraten positionierte.
Ensslen wechselte 2014 zur Partei Die Linke und gehörte von 2014 bis zu ihrem Einzug in die Hamburgische Bürgerschaft deren Landesvorstand an. Außerdem ist sie Landessprecherin des Forum Demokratischer Sozialismus (fds) Hamburg.
Nach der Bundestagswahl 2017 rückte Ensslen im November über ihren Landeslistenplatz 17 in die Hamburgische Bürgerschaft nach, da die Abgeordnete Żaklin Nastić überraschend in den Bundestag gewählt wurde. Ensslen ist für Die Linke Fachsprecherin für Arbeitsmarktpolitik und Integration und Mitglied im Sozialausschuss, im Schulausschuss, im Kulturausschuss, im Eingabenausschuss und in der Härtefallkommission.
Ensslen gelang am 23. Februar 2020 erneut der Einzug in die Hamburgische Bürgerschaft, diesmal als eine von drei direkt gewählten Abgeordneten im Wahlkreis Rotherbaum – Harvestehude – Eimsbüttel-Ost.

## Außerparlamentarisches Engagement
Sie ist Mitglied der Flüchtlingshilfe Harvestehude e.V., der Rosa-Luxemburg-Stiftung Hamburg e.V., der Vereinigung Demokratischer Juristinnen und Juristen, der Galerie Morgenland e.V. (Geschichtswerkstatt Eimsbüttel), dem Eimsbütteler Turnverband e.V., dem BUND Hamburg e.V. und Gründungsmitglied der EnergieNetz Hamburg e.G.

## Privates
Ensslen ist Mutter einer Tochter und hat vier Enkelkinder.